# شرفكند (أختاتشي)
شرفکند (بالفارسية: شرفکند) هي قرية تقع في إيران في قسم أختاتشي الريفي (مقاطعة بوكان). يقدر عدد سكانها بـ 138 نسمة بحسب إحصاء 2016.